# Einstødingen
Einstødingen (norwegisch für Eremit) ist eine Insel in der südlichen Lützow-Holm-Bucht an der Prinz-Harald-Küste des ostantarktischen Königin-Maud-Lands. Sie liegt 16 km östlich der Insel Padda.
Norwegische Kartografen, die auch die Benennung in Anlehnung an ihre isolierte Lage vornahmen, kartierten diese Insel anhand von Luftaufnahmen, die bei der Lars-Christensen-Expedition 1936/37 entstanden.